# Villars-le-Sec
Villars-le-Sec (deutsch früher Weiler) ist eine französische Gemeinde im Département Territoire de Belfort in der Region Bourgogne-Franche-Comté.

## Geographie
Villars-le-Sec liegt auf 552 m über dem Meer, etwa 16 Kilometer ostsüdöstlich der Stadt Montbéliard (Luftlinie). Das Dorf erstreckt sich in den nördlichen Ausläufern des Juras, in einer nach Osten geöffneten Mulde auf der Tafeljurahochfläche westlich des Tals der Allaine, in unmittelbarer Nähe der Grenze zur Schweiz.
Die Fläche des 3,05 km² großen Gemeindegebiets umfasst einen Abschnitt des nördlichen französischen Juras. Das gesamte Gebiet wird von der Kalkhochfläche von Villars-le-Sec eingenommen, die durchschnittlich auf 560 m liegt. Das Plateau ist überwiegend mit Acker- und Wiesland bestanden, zeigt aber auch einige Waldflächen. Es gibt hier keine oberirdischen Fließgewässer, weil das Niederschlagswasser im verkarsteten Untergrund versickert. Nach Norden reicht der Gemeindeboden bis an den Rand des Neu Bois. Im Westen steigt das Gelände langsam zur Höhe les Hauts an, auf der mit 621 m die höchste Erhebung von Villars-le-Sec erreicht wird.
Nachbargemeinden von Villars-le-Sec sind Croix im Westen, Saint-Dizier-l’Évêque im Nordwesten sowie die schweizerischen Gemeinden Boncourt im Norden, Basse-Allaine im Osten und Bure im Süden.

## Geschichte
Erstmals urkundlich erwähnt wird Villars-le-Sec im Jahr 1303 unter dem Namen Ueler. Seit Beginn des 14. Jahrhunderts stand das Dorf unter der Herrschaft Delle. In der ersten Hälfte des 14. Jahrhunderts gelangte Villars-le-Sec unter die Oberhoheit der Habsburger. Zusammen mit dem Sundgau kam es mit dem Westfälischen Frieden 1648 an die französische Krone. Seit 1793 gehörte Villars-le-Sec zum Département Haut-Rhin, verblieb jedoch 1871 als Teil des Territoire de Belfort im Gegensatz zum restlichen Elsass bei Frankreich.

## Bevölkerung
Mit 178 Einwohnern (1. Januar 2022) gehört Villars-le-Sec zu den kleinsten Gemeinden des Départements Territoire de Belfort. Nachdem die Einwohnerzahl in der ersten Hälfte des 20. Jahrhunderts deutlich abgenommen hatte (1886 wurden noch 222 Personen gezählt), wurde seit Beginn der 1980er-Jahre wieder ein kontinuierliches Bevölkerungswachstum verzeichnet.
| Bevölkerungsentwicklung | Bevölkerungsentwicklung | Bevölkerungsentwicklung | Bevölkerungsentwicklung | Bevölkerungsentwicklung | Bevölkerungsentwicklung | Bevölkerungsentwicklung | Bevölkerungsentwicklung | Bevölkerungsentwicklung |
| ----------------------- | ----------------------- | ----------------------- | ----------------------- | ----------------------- | ----------------------- | ----------------------- | ----------------------- | ----------------------- |
| Jahr                    | 1962                    | 1968                    | 1975                    | 1982                    | 1990                    | 1999                    | 2009                    | 2017                    |
| Einwohner               | 93                      | 77                      | 75                      | 84                      | 96                      | 123                     | 148                     | 181                     |

## Wirtschaft und Infrastruktur

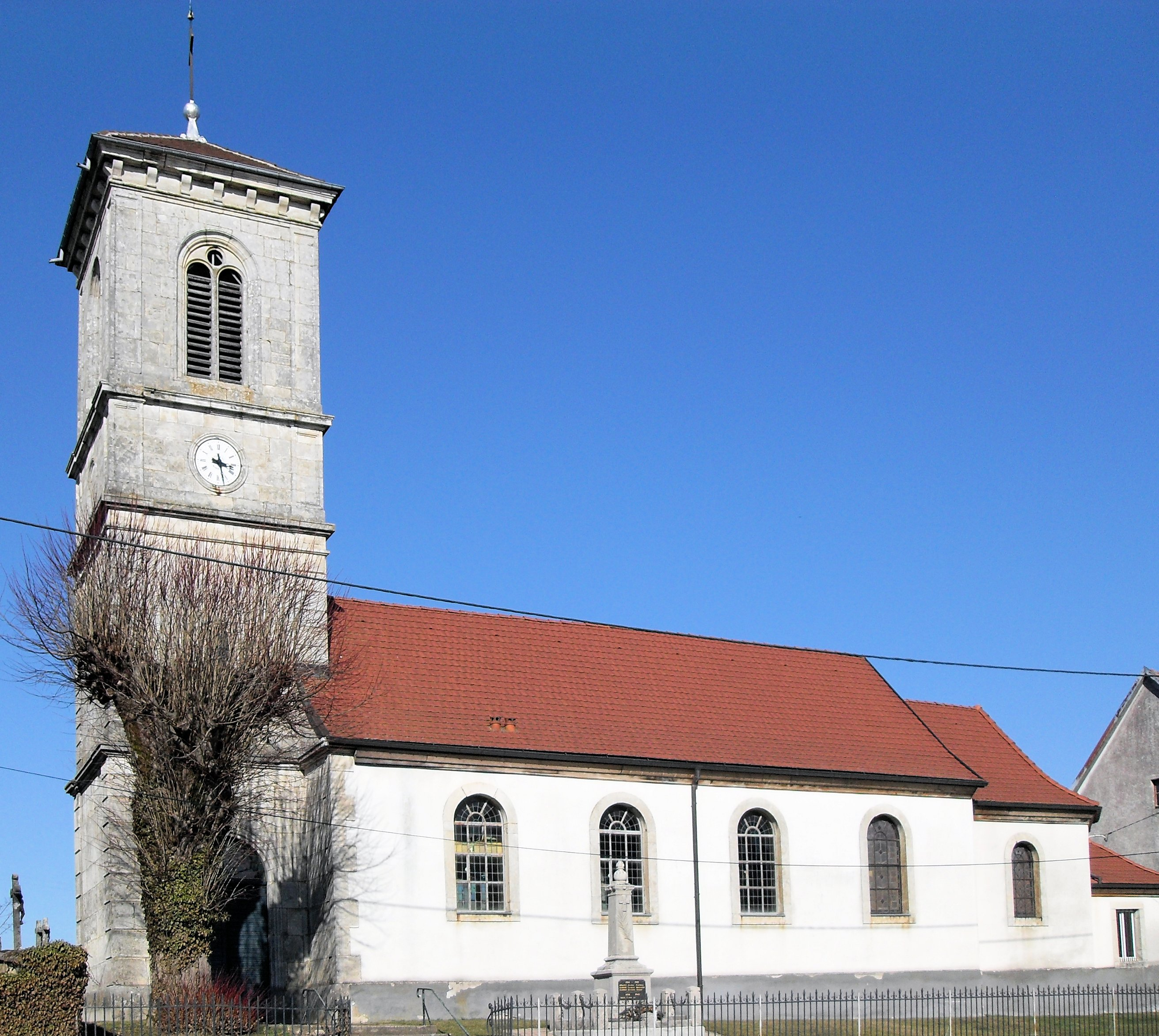
Kirche Notre-Dame de la Nativité

Villars-le-Sec war bis weit ins 20. Jahrhundert hinein ein vorwiegend durch die Landwirtschaft (Ackerbau, Obstbau und Viehzucht) geprägtes Dorf. Noch heute leben die Bewohner zur Hauptsache von der Tätigkeit im ersten Sektor. Außerhalb des primären Sektors gibt es nur wenige Arbeitsplätze im Dorf. Einige Erwerbstätige sind auch Wegpendler, die in den umliegenden größeren Ortschaften und in der Agglomeration Montbéliard ihrer Arbeit nachgehen.
Die Ortschaft liegt weit abseits der größeren Durchgangsstraßen. Die Hauptzufahrt erfolgt von Delle. Weitere Straßenverbindungen bestehen mit Croix und Bure.

## Sehenswürdigkeiten
Die Kirche Notre-Dame de la Nativité wurde 1829 erbaut. Im Ortskern sind einige Bauernhäuser im charakteristischen Stil der Franche-Comté aus dem 17. bis 19. Jahrhundert erhalten.